# Dutton (Montana)
Dutton is een plaats (town) in de Amerikaanse staat Montana, en valt bestuurlijk gezien onder Teton County.

## Demografie
Bij de volkstelling in 2000 werd het aantal inwoners vastgesteld op 389.
In 2006 is het aantal inwoners door het United States Census Bureau geschat op 363, een daling van 26 (-6,7%).

## Geografie
Volgens het United States Census Bureau beslaat de plaats een oppervlakte van
0,8 km², geheel bestaande uit land. Dutton ligt op ongeveer 1136 m boven zeeniveau.

## Plaatsen in de nabije omgeving
De onderstaande figuur toont nabijgelegen plaatsen in een straal van 36 km rond Dutton.